# Jerzy Baczyński
Jerzy Bogusław Baczyński, poprzednio Sroka (ur. 18 grudnia 1950 w Sokołowsku) – polski dziennikarz prasowy, od 1994 redaktor naczelny tygodnika „Polityka” i prezes wydającej to czasopismo spółdzielni „Polityka” Spółdzielnia Pracy (do grudnia 2012, następnie Polityka Sp. z o.o. S.K.A.).

## Życiorys
Urodził się w Sokołowsku, ale jeszcze w dzieciństwie przeprowadził się na Mazowsze. W wieku szkolnym mieszkał w Otwocku. Jest absolwentem Instytutu Nauk Politycznych Uniwersytetu Warszawskiego (1972). W 1975 został stypendystą dziennikarstwa w Indiana University School of Journalism w USA. W latach 1973–1981 pracował w „Życiu Warszawy” jako dziennikarz działu ekonomicznego. W 1980 został zastępcą kierownika dodatku „Życie i Nowoczesność”. Po wprowadzeniu stanu wojennego zwolniony z pracy, do 1982 przebywał we Francji jako stypendysta Journalistes en Europe i Fondation de France. Działał w paryskim komitecie koordynacyjnym „Solidarności”.
Po powrocie do kraju wkrótce został dziennikarzem „Polityki”, początkowo jako redaktor działu publicystyki gospodarczej. W 1990 objął stanowisko zastępcy redaktora naczelnego i wiceprezesa wydawnictwa. Cztery lata później został redaktorem naczelnym i prezesem spółdzielni. Jednocześnie w latach 90. współredagował telewizyjne Listy o gospodarce i uczestniczył w innych programach publicystycznych na antenie TVP (tj. Gorąca Linia, Tylko w Jedynce i Coś za coś).
Został członkiem tzw. Komisji Trójstronnej. Jest autorem i współautorem kilku pozycji książkowych, m.in. 800 dni. Szok kontrolowany (z Leszkiem Balcerowiczem; Warszawa 1992) i Teczki liberałów (z Janiną Paradowską; Poznań 1993). Do 2016 wchodził w skład Rady Fundacji PZU.
Powierzono mu przewodniczenie 41. Światowemu Kongresowi FIPP (Międzynarodowej Federacji Wydawców Czasopism) odbywającemu się od 9 do 11 października 2017 w Londynie.

## Odznaczenia i wyróżnienia
W 2001 wyróżniony Nagrodą im. Dariusza Fikusa w kategorii „Twórcy Mediów”. W 2010 w warszawskiej Zachęcie został wybrany przez kapitułę Nagrody im. Andrzeja Woyciechowskiego „Dziennikarzem 20-lecia”. W 2013 został nagrodzony Srebrnym Medalem „Zasłużony Kulturze Gloria Artis”. W 2017 wraz z zespołem „Polityki” otrzymał Nagrodę Specjalną Lewiatana przyznaną przez Konfederację Lewiatan osobom wybitnie zasłużonym na polu kultury, polityki, nauki, życia publicznego i gospodarki.